# Kuhschwanzfilter

Regelkurven zweier Kuhschwanzfilter
(Blaue Linie: Höhenanhebung,
rote Linie: Tiefenabsenkung)

Ein Kuhschwanzfilter (ungenau auch Kuhschwanzregler, auf englisch shelving filter) ist ein Audiofilter oder Klangregler zur analogen oder digitalen Klangbearbeitung der Enden des Frequenzgangs.
Sein Name leitet sich ab vom Aussehen der Frequenzgangcharakteristik, die die Form eines Kuhschwanzes hat. Sie ähnelt auch dem schematischen Profil des Schelfs, wovon sich die englische Bezeichnung ableitet.

## Wirkung und Funktionsweise

Schaltungsbeispiel
eines passiven Kuhschwanzfilters

Die Wirkung des Filters beginnt langsam bei der Einsatzfrequenz und nimmt bis zum Ende des Frequenzbereichs dynamisch zu.
Kuhschwanzfilter dienen der Veränderung der Amplituden des Höhen- oder des Tiefenbereiches. Dabei wird der gewünschte Pegel von einer gewissen Frequenz an kuhschwanz- oder peitschenförmig abgesenkt (gedämpft) oder angehoben (verstärkt). Im Falle der Verstärkung ähnelt der Frequenzgang optisch dem Profil eines Festlandsockels: der Pegel wird stetig erhöht und bleibt schließlich auf dem erhöhten Niveau stehen.
Dieser „Sockel“, der durch eine zweite Zeitkonstante gebildet wird, unterscheidet den Gang eines Kuhschwanzfilters von dem eines Hoch- oder Tiefpasses. Im Gegensatz zu diesen wird ein Kuhschwanzfilter zur Frequenzabsenkung und -anhebung verwendet.
Die Charakteristik eines Kuhschwanzfilters unterscheidet sich auch von der einer glockenförmigen Frequenzänderung mit Hilfe von Equalizern.
Die Funktionsweise der nebenstehenden Schaltung erklärt sich stark vereinfacht so: im linken Zweig der Schaltung zur Einstellung des Tiefenanteils ist das Potentiometer durch den parallel geschalteten Kondensator für hohe Frequenzen praktisch kurzgeschlossen und damit für diese wirkungslos. Demgegenüber werden im parallel angeordneten rechten Schaltungsteil tiefe Frequenzen durch zwei Kondensatoren abgeblockt, wodurch das Potentiometer nur als Einsteller für hohe Frequenzanteile wirkt. Die Ausgangssignale dieser beiden Einzelfilter werden über Koppelwiderstände zu einem einzigen Ausgangssignal zusammengeführt.